# NGC 6597
NGC 6597 (również PGC 61520) – galaktyka eliptyczna (E?), znajdująca się w gwiazdozbiorze Smoka. Odkrył ją Lewis A. Swift 14 czerwca 1885 roku.